# Temnaspis brunneipennis
Temnaspis brunneipennis is een keversoort uit de familie halstandhaantjes (Megalopodidae). De wetenschappelijke naam van de soort werd in 1926 gepubliceerd door Maurice Pic.